# San Francisco Saints 1961-1962
La stagione 1961-62 dei San Francisco Saints fu la 1ª nella ABL per la franchigia.
I San Francisco Saints arrivarono secondi nella Western Division con un record di 38-38. Nei play-off vinsero il turno preliminare con i Pittsburgh Rens (1-0), perdendo poi i quarti di finale con i Cleveland Pipers (1-0).

## Roster
| N° | Naz.                   | Ruolo | Sportivo         | Anno | Alt. | Peso |
| -- | ---------------------- | ----- | ---------------- | ---- | ---- | ---- |
|    | Stati Uniti (bandiera) | C     | Jack Allain      | 1934 | 203  | 113  |
|    | Stati Uniti (bandiera) | A     | Larry Beck       |      | 191  | 88   |
|    | Stati Uniti (bandiera) | G     | Whitey Bell      | 1932 | 183  | 79   |
|    | Stati Uniti (bandiera) | C     | John Berberich   | 1938 | 203  | 104  |
|    | Stati Uniti (bandiera) | G     | Gene Brown       | 1935 | 191  | 77   |
|    | Stati Uniti (bandiera) | A     | Mike Farmer      | 1936 | 201  | 95   |
|    | Stati Uniti (bandiera) | C     | James Francis    | 1935 | 203  | 100  |
|    | Stati Uniti (bandiera) | G     | Joe Gardere      |      | 173  | 74   |
|    | Stati Uniti (bandiera) | A     | Dave Gunther     | 1937 | 201  | 86   |
|    | Stati Uniti (bandiera) | A     | Ron Horn         | 1938 | 201  | 100  |
|    | Stati Uniti (bandiera) | A     | Bill McClintock  | 1936 | 191  | 98   |
|    | Stati Uniti (bandiera) | A     | R.C. Owens       | 1934 | 191  | 88   |
|    | Stati Uniti (bandiera) | AC    | Jim Palmer       | 1933 | 203  | 102  |
|    | Stati Uniti (bandiera) | A     | Ken Sears        | 1933 | 206  | 88   |
|    | Stati Uniti (bandiera) | G     | Hal Theus        | 1936 | 193  | 82   |
|    | Stati Uniti (bandiera) | G     | Rolland Todd     | 1934 | 191  | 84   |
|    | Stati Uniti (bandiera) | G     | Al Tolen         | 1940 | 185  | 83   |
|    | Stati Uniti (bandiera) | G     | Carroll Williams | 1933 | 178  | 68   |

## Staff tecnico
- Allenatori: Phil Woolpert (6-9), Kevin O'Shea, Al Brightman